# María Rosa Molas y Vallvé
Rosa Francisca Dolors Molas Vallvé, řeholním jménem María Rosa (24. března 1815, Reus – 11. června 1876, Tortosa) byla španělská římskokatolická řeholnice, zakladatelka a členka kongregace Sester Panny Marie Útěchy. Katolická církev ji uctívá jako světici.

## Život

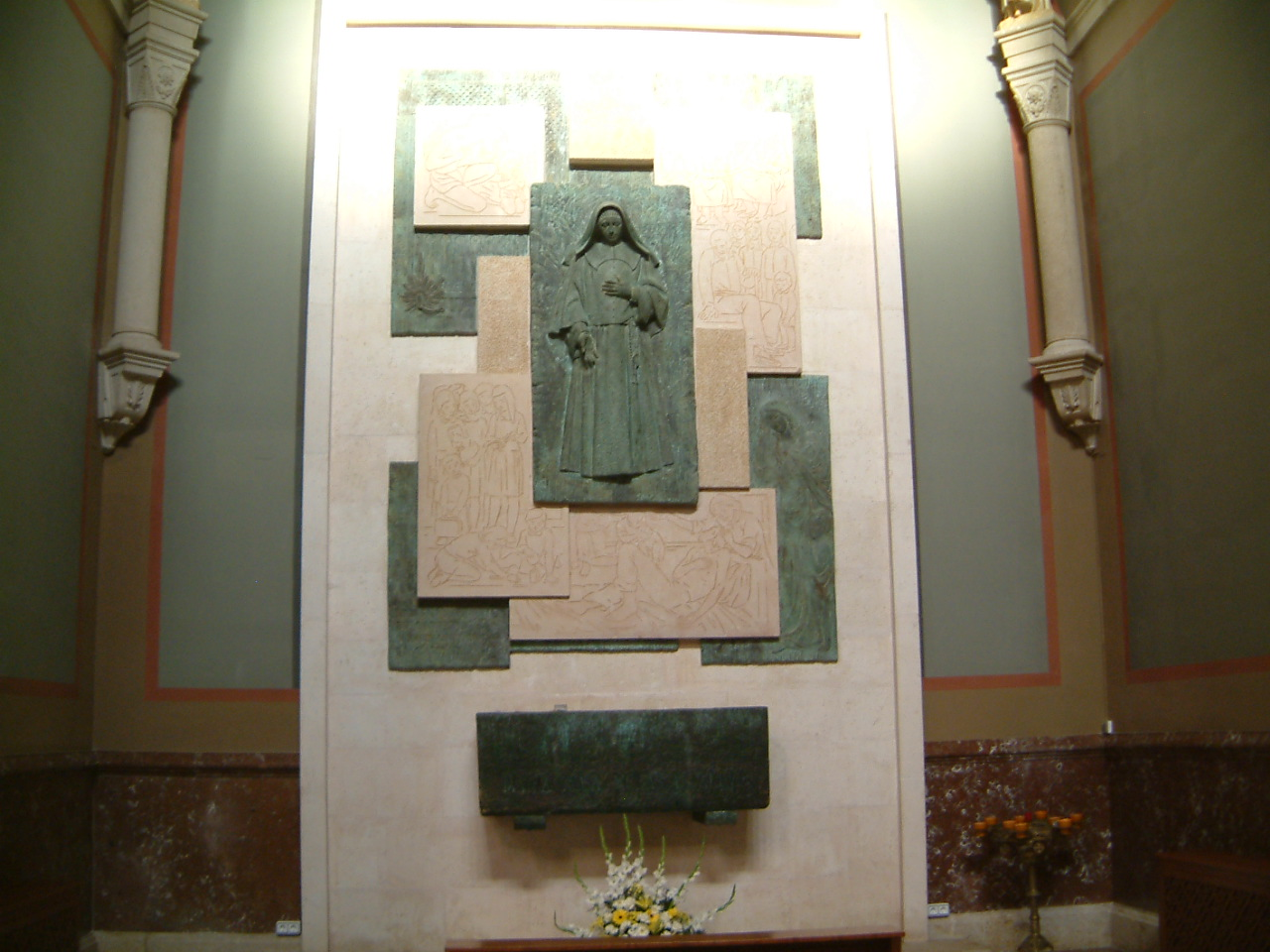
Její hrobka v kapli Casa Mare Tortose

Narodila se dne 24. března 1815 ve městě Reus rodičům Josému Molasovi a Marii Vallvé. Pokřtěna byla den po svém narození. Jako dítě byla známá svou intuitivní a citlivou povahou s touhou po pomoci chudým a potřebným. Chtěla se také věnovat zmírňování utrpení lidí na periferii.
Po prvním svatém přijímání se zrodilo její řeholní povolání, čemuž však její otec zpočátku bránil. Později se stala členkou řeholní komunity, jejíž členky spravovaly nemocnici v Reusu, kde také přijala řeholní jméno María Rosa. V Reusu zůstala, aby pomáhala lidem navzdory bombardování města vojsky generála Martína Zurbana, kterého osobně navštívila, aby jej přemluvila ukončit boje. Roku 1849 se se svými spolusestrami vydala do Tortosy, kde se rozsah jejího poslání rozšířil.
Dne 14. března 1857 založila novou ženskou řeholní kongregaci, jejíž členky mají za cíl pomáhat chudým. Dne 14. listopadu 1858 jí dala název Sestry Panny Marie Útěchy.
V květnu roku 1876 cítila své zhoršující se zdraví a pomalý konec života, s čímž se svěřila svému zpovědníkovi. Zemřela dne 11. června 1876 v Tortose.

## Úcta
Její beatifikační proces započal dne 27. července 1951, čímž obdržela titul služebnice Boží. Dne 4. října 1974 ji papež sv. Pavel VI. podepsáním dekretu o jejích hrdinských ctnostech prohlásil za ctihodnou. Dne 20. ledna 1977 byl uznán zázrak na její přímluvu, potřebný pro její blahořečení.
Blahořečena pak byla dne 1. května 1977 v bazilice sv. Petra papežem sv. Pavlem VI. Dne 28. března 1988 byl uznán zázrak na její přímluvu, potřebný pro její svatořečení. Svatořečena pak byla dne 11. prosince 1988 v bazilice sv. Petra papežem sv. Janem Pavlem II.
Její památka je připomínána 11. června. Bývá zobrazována v řeholním oděvu. Je patronkou jí založené kongregace.